# Liste der deutschen Botschafter in Somalia
Die Liste der deutschen Botschafter in Somalia enthält alle Botschafter der Bundesrepublik Deutschland in Somalia. Seit 1990 ist der Leiter der Deutschen Botschaft Nairobi in Somalia nebenakkreditiert. Von dort findet ebenso die konsularische Betreuung statt.
| Name                           | Amtszeit       | Anmerkungen                                                |                |
| BR Deutschland                 | BR Deutschland | BR Deutschland                                             | BR Deutschland |
| ------------------------------ | -------------- | ---------------------------------------------------------- | -------------- |
| Wilhelm Kopf                   | 1960–1963      |                                                            |                |
| Rolf Nagel                     | 1963–1967      | bei Abdirizak Haji Hussein                                 |                |
| Josef Holik                    | 1971–1974      |                                                            |                |
| Horst Becker                   | 1975–1977      |                                                            |                |
| Michael Libal                  | 1977           | Geschäftsträger                                            |                |
| Cornelius Alexander Metternich | 1978–1982      | [ 4 ]                                                      |                |
| Reinhard Schäfers              | 1982–1985      |                                                            |                |
| Steffen Rudolph                | 1985–1987      |                                                            |                |
| Anna-Margareta Peters          | 1988–1989      | Ständige Vertreter: Hans-Jürgen Heimsoeth, Bernd Borchardt |                |
| Helmut Rau                     | 1990–1991      |                                                            |                |